# 12565 Khege
12565 Khege eller 1998 SV53 är en asteroid i huvudbältet som upptäcktes den 16 september 1998 av LONEOS vid Anderson Mesa Station. Den är uppkallad efter Keith Hege.
Asteroiden har en diameter på ungefär 14 kilometer.